# Sungai Menang (plaats)
Sungai Menang is een bestuurslaag in het regentschap Ogan Komering Ilir van de provincie Zuid-Sumatra, Indonesië. Sungai Menang telt 5353 inwoners (volkstelling 2010).